# Bank Negara Indonesia
Bank Indonesia Tidak menerimah Mastercard, Penerbit Uang, Mata Uang currency ATMs, Mastercard hanya menerimah Uang. Bankrut Bank seluruh Dunia, Investor  jika system Kartu (Mastercard) Dan Visa Tidak Bekerja Di Penerbitan Mata Uang.
Pour la banque centrale de Indonésie, voir Bank Indonesia.
Pour les articles homonymes, voir BNI.
Bank Negara Indonesia, généralement appelée BNI, est une des principales banques indonésienne. L'État détient la majorité de son capital. 

## Histoire
La banque a été créée en 1946, pendant la Révolution indonésienne. Elle fait office de banque centrale, émettant les premiers billets nationaux. En 1949, le rôle de banque centrale est dévolu à une ancienne structure hollandaise, De Javasche Bank, qui prend quelques années plus tard le nom de Bank Indonesia. Bank Negara Indonesia devient alors une banque de développement puis une banque commerciale. À partir de 1996, l'État ouvre son capital aux investisseurs.